# تروكولي
تروكولي  (بالإيطالية: Troccoli)‏ هي معكرونة إيطالية سميكة تشبه السباغيتي وتأتي بقطع عرضي إما مربع أو بيضاوي. وهي طبق تقليدي في كل من مطبخ منطقتي بوليا وبازيليكاتا وغالباً مايتم مقارنتها مع معكرونة السباغيتي «آلا تشيتارا» لتشابههما، إلا أن تجهيز وصنع معكرونة تروكولي لا يتطلب عادة ما يسمى تشيتارا (chitarra)، وهي الأداة التي تستخدم في تحضير معكرونة السباغيتي «آلا تشيتارا».